# Mauri Holappa
Mauri Holappa, född 1965 är en tidigare finländsk fotbollsspelare. Han spelade i den finska högsta divisionen mellan 1980- och 1990-talet. Han har även spelat i lägre divisioner i både Finland och Sverige. Efter sin karriär har Holappa arbetat som tränare. Han är 2014 tränare för ONS damlag i den finska högsta divisionen.